# Marquesado de Sauceda
El marquesado de Sauceda es un título nobiliario español creado por Real Decreto el 23 de noviembre de 1682 y Real despacho de 23 de noviembre del mismo año, por el rey Carlos II a favor de Diego Tello de Portugal y Medina, Maestre de Campo de la flota  de Nueva España, gobernador de Cartagena de Indias y de Gibraltar.

## Marqueses de Sauceda
|                                 | Titular                                               | Periodo                |
| Creación por Carlos II          | Creación por Carlos II                                | Creación por Carlos II |
| ------------------------------- | ----------------------------------------------------- | ---------------------- |
| I                               | Diego Tello de Portugal y Medina                      | 1682-¿?                |
| II                              | Francisco Tello de Portugal Sandoval y Medina         | ?-1702                 |
| III                             | Isabel María Tello de Portugal y Arias de Saavedra    | 1702-1713              |
| IV                              | Juan Ignacio Tello de Guzmán y Tello de Portugal      | 1713-1741              |
| V                               | Isabel Tello de Guzmán y Fernández de Santillán       | 1742-1808              |
| VI                              | Juan Ignacio de Espinosa y Tello de Guzmán            | 1808                   |
| VII                             | Fernando de Espinosa y Fernández de Córdoba           | 1808-1864              |
| Rehabilitación por Alfonso XIII |                                                       |                        |
| VIII                            | Cristóbal González de Aguilar y Fernández-Golfín      | 1915-1970              |
| IX                              | Cristóbal González de Aguilar y Enrile                | 1971-2023              |
| X                               | María del Carmen González de Aguilar y Alonso-Urquijo | 2023-actual            |

## Historia de los marqueses de Sauceda
- Diego Tello de Portugal y Medina, I marqués de Sauceda.[2] Era hijo de Diego de Portugal y Botti y e Isabel de Medina y Guzmán.[2]

Se casó con Ana Francisca de Madariaga y López Gaviria. Sin descendientes, le sucedió su sobrino, hijo de su hermana Isabel y de Juan Gutiérrez Tello de Sandoval (Sevilla, ¿?-Ciudad de México, 222 de julio de 1660),
caballero de la Orden de Santiago y de Calatrava, corregidor de México en 1653 y alcalde mayor de Chalco en la Nueva España.
- Francisco Tello de Portugal Sandoval y Medina (Sevilla, ¿?-Sevilla, 13 de diciembre de 1702), II marqués de Sauceda,[2] caballero de la Orden de Alcántara, veinticuatro de Sevilla, maestre de campo y capitán general de Portugal en 1697.[4]

Contrajo un primer matrimonio con Lorenza Francisca de Cárdenas Colón de Toledo y Portugal, I condesa de Montenuevo. Se casó en segundas nupcias, en Sevilla, el 26 de noviembre de 1678, con María de Saavedra y Guzmán, hija de Juan Arias de Saavedra y Alvarado, I marqués de Moscoso, y de Luisa de Neve y Ramírez de Cartagena. Le sucedió su hija del segundo matrimonio:
- Isabel María Tello de Portugal y Arias de Saavedra (baut. Sevilla, 11 de junio de 1689-19 de junio de 1713),[4] III marquesa de Sauceda.[2]

Se casó con Diego Gutiérrez-Tello de Guzmán y Medina, V marqués de Paradas. Le sucedió su hijo:
- Juan Ignacio Tello de Guzmán y Tello de Portugal (baut. Sevilla, 5 de julio de 1701-Sevilla, 14 de diciembre de 1741), IV marqués de Sauceda[2] y VI marqués de Paradas.[5]

Se casó con María Josefa Fernández de Santillán y Villacís (Sevilla, 11 de agosto de 1706-14 de marzo de 1781), hija de Francisco Ignacio Fernández de Santillán y Lasso de la Vega, III marqués de la Motilla y de su esposa Inés Josefa de Villacís e Irigoyen. Le sucedió su hija:
- Isabel Tello de Guzmán y Fernández de Santillán (1738-1808), V marquesa de Sauceda y VII marquesa de Paradas.[2]

Casó, el 10 de abril de 1696, con Miguel de Espinosa y Maldonado de Saavedra, II conde del Águila. Le sucedió su hijo:
- Juan Ignacio de Espinosa y Tello de Guzmán (Sevilla, 30 de enero de 1759-Sevilla, 8 de mayo de 1808), VI marqués de Sauceda,[6] VIII marqués de Paradas y III conde del Águila.[6]

Se casó con Victoria Fernández de Córdoba y Varona, III condesa de Prado Castellano. Le sucedió su hijo:
- Fernando de Espinosa y Fernández de Córdoba (Sevilla, 13 de noviembre de 1807-París, 26 de septiembre de 1864), VII marqués de Sauceda,[6] IX marqués de Paradas,[6] marqués del Casal, IV conde del Águila[6] y IV conde de Prado Castellano.[6]

Se casó con María del Rosario Desmassieres y Fernández de Santillán. Sin descendientes.
Rehabilitado en 1915 por
- Cristóbal González de Aguilar y Fernández-Golfín (m. 19 de marzo de 1970), VIII marqués de Sauceda ,[1] VIII marqués de Villa Alegre y VII marqués del Arenal.[7] Era hijo de Cristóbal González de Aguilar y Tamariz-Martel y de sy esposa María Paz Fernández-Golfín y Murcia.[7]

Se casó con María de la Paz Enrile y López de Morla. Le sucedió su hijo:
- Cristóbal González de Aguilar y Enrile (Sevilla, 15 de marzo de 1922-24 de marzo de 1923),IX marqués de Sauceda,[7][8] IX marqués de Villa Alegre.

Se casó con María del Carmen Alonso-Urquijo y Sereda Velarde. Sucedió su hija:
- María del Carmen González de Aguilar y Alonso-Urquijo, X marquesa de Sauceda.[9]

Casada con Íñigo González del Castejón y Aritio.